# Aaron Goldberg
Aaron Goldberg (Brooklyn, 4 de noviembre de 1917 - Montgomery, 13 de diciembre de 2014) fue un botánico, parasitólogo, y profesor estadounidense.

## Inicios y educación
En 1962, obtuvo su Ph.D. por la George Washington University. Había recibido su B.A. en 1939 por la Brooklyn College, un M.S. en 1954 por la Universidad DePaul. Trabajó para el Departamento de Agricultura de los Estados Unidos como parasitólogo hasta 1972. Desde entonces ha sido investigador asociado en botánica en el National Museum of Natural History (Smithsonian Institution) en Washington D. C.

## Logros
Es conocido por el sistema de Goldberg un tratado sobre la clasificación, evolución y filogenia de Monocotiledóneas y Dicotiledóneas.

## Algunas publicaciones
- 1967. "The genus Melochia L. (Sterculiaceae)". Contributions from the U.S. National Herbarium 34 (5): 1-173.
- Aaron Goldberg (1986). «Classification, Evolution and Phylogeny of the Families of Dicotyledons». Smithsonian Contributions to Botany 58: 1-314. ISBN 0608154377. (enlace roto disponible en Internet Archive; véase el historial, la primera versión y la última).
- Aaron Goldberg (1989). «Classification, Evolution and Phylogeny of the Families of Monocotyledons». Smithsonian Contributions to Botany 71: 1-73. ISBN 9780608154374. (enlace roto disponible en Internet Archive; véase el historial, la primera versión y la última).
- 2003. "Varience of Characters in Angiosperm Families." Contributions from the U.S. National Herbarium 47: 1–185
- 2003. Character Variation in Angiosperm Families. Contributions from the United States National Herbarium 47: 1–185
- con Harry A. Alden. 2005. Taxonomy of Haptanthus Goldberg & C. Nelson, Systematic Botany 30 (4): 773–778
- 1967. "Genus Melochia (Sterculiaceae)", Contr. U.S. Natl. Herb. 34 (5): 191-372.

## Membresías
- Sociedad Botánica de América.[4]

## Epónimos
- (Sterculiaceae) Melochia goldbergii Cristóbal[5]
- (Opiliaceae) Agonandra goldbergiana Hiepko[6]